# Goro's Bar
Goro's Bar（ゴローズバー）は、TBS系列で、2004年10月8日（7日深夜）から2009年3月19日までの間、木曜日23:59〜翌0:29（JST）に放送されていた深夜バラエティ番組。
2005年9月までの放送時間は、金曜0:25 - 0:55（木曜深夜）。2005年10月から2008年9月までの放送時間は、木曜23:55 - 翌0:25。
2005年1月1日、2006年1月10日、2008年1月1日、2008年4月3日の4回、スペシャル版が制作・放映されている。2006年のスペシャルは初めてのプライムタイム進出で、21時からの2時間、2005年と2008年は深夜の1時間半、レギュラー版が同時ネットされていない系列局でも放送された。
また、2009年3月10日には最終回直前による2時間枠のテレビドラマ版が制作・放送された（詳細は後述）。

## 概要
東京・赤坂の路地裏にある、架空の老舗高級クラブ「Goro's Bar」を舞台にしたバラエティ番組である。稲垣吾郎がバーの2代目オーナーという設定で、フロアレディ候補として女性ゲストをスカウトし、VIPルームでのオーナーとの面接トークや、ママや先輩フロアレディによる性格ブス検定を通し、女性ゲストの本音を見せていく番組である。
エンディングは、オーナーがゲストに採用したい旨を告げるも、ゲストが何らかの理由を付けて辞退するか、他のフロアレディ候補に反対されるかし、落ち込むオーナーをボーイたちが一発芸で慰めるのがパターンになっている。例外として、2005年8月25日放送回の歌手志望として来店した杉田かおるや、2005年12月15日放送回の小野真弓・ほしのあきなど、たびたび「採用?」という形に終わることもあるが、結局、一人も採用されていない設定らしい。
当初は、番組内にショータイム、ミニドラマ「女ごころ」、友近ママとボーイによるコント「顧客名簿より」などを挟む構成だったが、時間帯移動後は、ボーイからマネージャーに昇格した河本準一による河本プレゼンツ企画をメインにした構成へと変わった。そのためショータイムやコントが激減し、オーナーとの面接や性格ブス検定がカットされる場合も多い。エンディングも、オーナーがカクテルを作る間にボーイがゲストと話し、ボーイの発言がきっかけで店を出てしまうパターンや、オーナーが何らかのチャレンジに成功すれば入店してくれるというのに、オーナーが成功してもフロアレディに追い出されるパターンなどが増えた。また、2005年10月20日放送回から、セットが黒っぽいものから赤を基調としたものにリニューアルされた。
週によっては、直前に「もうすぐGoro's Bar」と題した木曜23:54 - 23:59の5分枠番組が放映されることがある。この場合「もうすぐGoro's Bar」で出演者の紹介やコーナー企画の予告が流れ、23:55からの30分枠ではいきなりコーナー企画本編からスタートする。
スペシャル版では、オーナーの実兄という設定の木村拓哉扮するタクヤ兄さんが出演し、オーナーと対決したりトークを繰り広げた。オーナーによると兄弟は5人くらいいるらしい。また、近藤真彦が出演した2007年1月11日放送回では、Goro's Barがマッチコンツェルン傘下にあり、店の経理はオーナーではなくコンツェルン社長である近藤が担当していることが判明した。また、その回から3月まで近藤の「上海慕情」がエンディングテーマとして流れた。
総集編は、必ず「未公開蔵出し」と題し、すべて未公開シーンだけで構成されていた。
2009年春改編で水曜23:30枠にて『Goro's Bar Presents マイ・フェア・レディ』の放送開始が発表されたことにより、同年3月19日の放送をもって「閉店」（放送終了）し、4年半の「営業」（放送）に幕を閉じた。

## 主なコーナー
- 性格ブス検定
女性ゲストが恋愛のシチュエーションでどんな行動を取るかをテストし、恋愛に対する価値観や体験談を聞くコーナー。ゲストのほか、ママやフロアレディも挑戦する。
- ショータイム
茶番劇と称するミニコントを前振りとして、友近ママやフロアレディ、時にはオーナーが歌を披露する。少し懐かしめの歌謡曲が多い。
- 女ごころ
番組内のミニドラマ。友近ママとチーママ青木さやかの隠された秘密を軸にした物語だったようだが、後述の事情でチーママが準レギュラーの座を外れたため、筋書きがはっきりする前に未完に終わり、まさに茶番劇となった。その後、「女ごころ～昭和」と題し、オーナーの祖父の代の話として、戦前のGoro's Bar（「丸吾屋」というカフェ）を描く筋書きで復活したが、2話しか放送されなかった。
- 河本プレゼンツ企画
河本マネージャーによる、クイズやゲーム、フロアレディの失恋エピソード披露などの企画コーナー。ただし河本マネージャーはカレーライスの福神漬程度にしか影響力を持たないと言われる。
この企画コーナーでは、占い芸人の小笠原まさや、心理研究家の亜門虹彦、美容整形医の福田慶三などがVTRで出演する。「バーの常連客」という設定らしい。オーナーやボーイ井上が筋金入りのガンダムマニアということもあり、『機動戦士ガンダム』をテーマにした企画もいくつか行われている。2006年12月7日放送回では、2人とゲストの片瀬那奈がガンダムの名ゼリフを当てるガンダムクイズなるものを行った。この際井上はアムロ・レイのコスプレで登場した。
- ロケ企画
特別企画としてごく稀にロケを行うこともある。
2006年1月12日の「新春スペシャル番外編・大茶番劇スペシャル!」では、フロアレディ・しずちゃんを探す旅として、海ほたるパーキングエリア、マザー牧場、舘山漁港でのロケを行った。ただし、だいたひかるが待機していた海ほたるは間違えて通過してしまったため結局行かなかった。この際、一行はオーナーが次元大介、友近ママが峰不二子、河本がルパン三世、井上が石川五右衛門と『ルパン三世』のコスプレをし、茶番劇を体現した。
2006年10月、3週にわたって放送されたスペシャルでは、オーナーゴローがSMAPの活動で大阪へ来たことに便乗して、大阪珍道中が繰り広げられた。このスペシャルの最後である第3夜が番組100回目で、そのエンディングでは、松田聖子の物真似をするメグマリコと橋幸夫の物真似を得意とする天津の木村卓寛という、全国ネットでは当時なかなかお目にかかれないコンビが登場した（ストリークの吉本峰之も登場したが、唯一のギャグが受けなかった）。
2007年9月には、次長課長とディラン&キャサリン（なだぎ武&友近）が、オーナー・ゴローや従業員に内緒で1泊4日のアメリカ横断ロケを敢行した模様を、約1カ月にわたり放送。ロサンゼルスで筋肉留学中のキャプテン・ボンバー（なかやまきんに君）や本物のディラン・マッケイ（ルーク・ペリー）と対面した。なお、オーナー・ゴローは、フジテレビの27時間テレビに出演していたため、この「過酷な低予算ロケ」には参加できなかったらしい。

## 放送時間の変遷
| 期間       | 期間      | 放送時間（JST）                 |
| ---------- | --------- | ------------------------------- |
| 2004.10.8  | 2005.9.30 | 金曜日0:25 - 0:55（木曜日深夜） |
| 2005.10.6  | 2008.9.25 | 木曜日23:55 - 翌0:25            |
| 2008.10.16 | 2009.3.19 | 木曜日23:59 - 翌0:29            |

## 放送局
| 放送対象地域   | 放送局                             | 放送日時                    | 備考       |
| -------------- | ---------------------------------- | --------------------------- | ---------- |
| 関東広域圏     | 東京放送（TBS、現・TBSテレビ）     | 木曜23:59 - 翌0:29          | 制作局     |
| 岩手県         | IBC岩手放送（IBC）                 | 木曜23:59 - 翌0:29          | 同時ネット |
| 宮城県         | 東北放送（TBC）                    | 木曜23:59 - 翌0:29          | 同時ネット |
| 山形県         | テレビユー山形（TUY）              | 木曜23:59 - 翌0:29          | 同時ネット |
| 福島県         | テレビユー福島（TUF）              | 木曜23:59 - 翌0:29          | 同時ネット |
| 新潟県         | 新潟放送（BSN）                    | 木曜23:59 - 翌0:29          | 同時ネット |
| 石川県         | 北陸放送（MRO）                    | 木曜23:59 - 翌0:29          | 同時ネット |
| 山梨県         | テレビ山梨（UTY）                  | 木曜23:59 - 翌0:29          | 同時ネット |
| 長野県         | 信越放送（SBC）                    | 木曜23:59 - 翌0:29          | 同時ネット |
| 静岡県         | 静岡放送（SBS）                    | 木曜23:59 - 翌0:29          | 同時ネット |
| 岡山県・香川県 | 山陽放送（RSK、現・RSK山陽放送）   | 木曜23:59 - 翌0:29          | 同時ネット |
| 山口県         | テレビ山口（tys）                  | 木曜23:59 - 翌0:29          | 同時ネット |
| 高知県         | テレビ高知（KUTV）                 | 木曜23:59 - 翌0:29          | 同時ネット |
| 福岡県         | RKB毎日放送（rkb）                 | 木曜23:59 - 翌0:29          | 同時ネット |
| 熊本県         | 熊本放送（RKK）                    | 木曜23:59 - 翌0:29          | 同時ネット |
| 大分県         | 大分放送（OBS）                    | 木曜23:59 - 翌0:29          | 同時ネット |
| 宮崎県         | 宮崎放送（MRT）                    | 木曜23:59 - 翌0:29          | 同時ネット |
| 鹿児島県       | 南日本放送（MBC）                  | 木曜23:59 - 翌0:29          | 同時ネット |
| 北海道         | 北海道放送（HBC）                  | 木曜23:55 - 翌0:26          | 7日遅れ    |
| 中京広域圏     | 中部日本放送（CBC、現・CBCテレビ） | 木曜23:59 - 翌0:29          | 7日遅れ    |
| 近畿広域圏     | 毎日放送（MBS）                    | 金曜0:55 - 1:25（木曜深夜） | 7日遅れ    |
| 愛媛県         | あいテレビ（ITV）                  | 月曜23:59 - 翌0:29          | 11日遅れ   |
| 広島県         | 中国放送（RCC）                    | 水曜0:25 - 0:55（火曜深夜） | 12日遅れ   |
| 富山県         | チューリップテレビ（TUT）          | 金曜0:19 - 0:54（木曜深夜） | 21日遅れ   |
| 青森県         | 青森テレビ（ATV）                  | 木曜0:29 - 0:59（水曜深夜） | 27日遅れ   |

- 放送局はすべてTBS系列にて放映。
- あいテレビは2008年ごろにネット開始。
- 琉球放送は2008年9月に打ち切られた。

## 出演者

### 司会
- 稲垣吾郎（SMAP、オーナーゴロー）

### アシスタント
- 川田亜子アナウンサー（フロアレディあこちゃん）
小悪魔的魅力でオーナーを惑わす役どころで、他のフロアレディからあきれられながらもかわいがられていたが、TBS退社に伴い、2007年3月22日放送回「川田亜子卒業スペシャル」を最後に降板。送別会では涙を見せた。
レギュラー出演者では唯一、番組から「卒業」することを明言したフロアレディである。
- 青木裕子アナウンサー（オーナー秘書）
2007年5月3日の回から出演。マッチコンツェルンから店の経営改善監視を目的としたオーナーゴロー専属秘書として派遣されてきたという設定になっている。なお、2009年10月1日から2010年3月18日まで本時間帯にて『クイズ ALL FOR ONE』の進行アナウンサーを務めていた。

### レギュラー
- 友近（ママ）
- クワバタオハラ（フロアレディ: りえちゃん、まぁちゃん）
- 大島美幸（森三中、フロアレディ: みゆきちゃん）
- だいたひかる（フロアレディ: ひかるちゃん）- 2005年4月～9月
- ハリセンボン（フロアレディ: はるかちゃん、春菜ちゃん）
- 次長課長
  - 河本準一（ボーイ→マネージャー）
  - 井上聡（ボーイ／カラス軍団）
- シャカ
  - 植松俊介（ボーイ）
  - 大熊啓誉（ボーイ）
- 青木さやか（チーママ）
2005年10月以降、番組の枠移動に伴い、レギュラー出演する『クイズプレゼンバラエティー Qさま!!』と時間がバッティングするため、「六本木の『クラブQ』という店のヘルプに行く」という設定で、通常の放送時間と異なるスペシャルにしか出演しなくなった。ただし、枠のバッティングが解消した2006年10月以降もレギュラー復帰はせず、自らの出演作PRや結婚報告など、特別な機会にのみチーママとして出演。
- しずちゃん（南海キャンディーズ、フロアレディしずちゃん）
チーママ青木と同じ事情により、2006年10月以降は、スペシャルや自らの出演作PRなど、青木同様、特別な機会にのみフロアレディとして出演。

### 準レギュラー
- いとうあさこ（フロアレディ: あちゃこ／カラス軍団）
- 椿鬼奴（フロアレディ: おにやっこちゃん／カラス軍団）
- 赤いプルトニウム（フロアレディ: アカイちゃん／カラス軍団）
- ぺる（フロアレディ／カラス軍団）

以下は数回の出演
- 黒沢かずこ（森三中、フロアレディ）
- 村上知子（森三中、フロアレディ）
- キッチン!（フロアレディ）
- 出雲阿国（フロアレディ: おくに）
- イザベルとベネ（フロアレディ）
- コロンブス（フロアレディ）
- 中央線withyou（フロアレディ）
- つーから（フロアレディ）
- 小泉エリ&トモ（フロアレディ）
- カリカナタ（フロアレディ）
- 吉田雅子（フロアレディ）
- Paradise18GO!!（フロアレディ）
- 人事部（フロアレディ）
- 松川めぐみ（フロアレディ）
- ららら松村（フロアレディ）
- クルクルキューティクル（フロアレディ）
- コバヤシ（フロアレディ）
- パール（フロアレディ）
- 兵頭有紀（セクシー寄席、専属掃除婦）
- 波田陽区（ボーイ）
2008年3月13日の放送で、ボーイ植松の代役（テレビ東京「ド短期ツメコミ教育!豪腕!コーチング!!」東京大学受験企画に参加して2回だけ番組を欠席したため）として登場。最後の出演回（同年5月1日放送）では、植松とレギュラーの座を争い、自滅（という設定の茶番劇）の末に、わずか2か月でレギュラーを失った。

## 放送内容・ゲスト

### 2004年
- 10月8日：小倉優子
- 10月15日：さとう珠緒
- 10月22日：若槻千夏
- 10月29日：山口もえ
- 11月5日：辺見えみり
- 11月12日：吉岡美穂
- 11月19日：三浦理恵子
- 11月26日：鈴木紗理奈
- 12月3日：眞鍋かをり
- 12月10日：国生さゆり
- 12月17日：森下千里

### 2005年
- 1月1日（新春スペシャル）：木村拓哉、長谷川京子、梨花、インリン・オブ・ジョイトイ、大竹しのぶ、（ショータイム）斎藤誠
- 1月7日（新春スペシャル未公開蔵出し）：木村拓哉
- 1月14日：藤崎奈々子
- 1月21日：あびる優
- 1月28日：石川亜沙美
- 2月4日：鈴木蘭々
- 2月11日：坂下千里子
- 2月18日：熊田曜子、山ちゃん（南海キャンディーズ）
- 2月25日：岩佐真悠子
- 3月4日：岡本綾
- 3月11日：川村ひかる
- 3月18日：水野美紀、東京ダイナマイト
- 3月25日：佐藤江梨子
- 4月1日（未公開映像蔵だし総集編）
- 4月15日：堀越のり
- 4月22日：マルシア
- 4月29日：安田美沙子
- 5月6日：MEGUMI
- 5月13日：安めぐみ
- 5月20日：梨花
- 5月27日：華原朋美
- 6月3日：石田ゆり子
- 6月10日：持田真樹
- 6月17日：平山あや
- 6月24日：田丸麻紀
- 7月8日：ミムラ
- 7月15日：真中瞳
- 7月28日：飯島愛
- 7月29日（未公開映像蔵だし総集編）
- 8月5日：西川史子
- 8月19日：魚住りえ
- 8月26日：杉田かおる
- 9月2日：中越典子、猫ひろし
- 9月9日：安達祐実
- 9月16日：川島なお美
- 9月23日：内山理名
- 9月30日（未公開映像蔵だし総集編）
- 10月6日：観月ありさ
- 10月13日：牧瀬里穂
- 10月20日：小沢真珠
- 10月27日：堀ちえみ
- 11月3日：堀ちえみ（前週で放映しなかったコーナーの追加分）、いとうまい子
- 11月10日：横山めぐみ
- 11月17日：奥菜恵
- 11月24日：はしのえみ
- 12月1日：千秋
- 12月8日：櫻井淳子
- 12月15日：小野真弓・ほしのあき・若槻千夏

### 2006年
- 1月10日（ゴールデンタイム新春スペシャル）：木村拓哉、久本雅美、中村玉緒、海保知里・小林麻耶・新井麻希・岡村仁美、山田優・大桑マイミ・堀内葉子、落合博満・名和秋
- 1月12日（新春スペシャル番外編）
- 1月19日（新春スペシャル未公開映像蔵だし総集編）：柴田秀勝（おでん屋台のおやじ役）
- 1月26日（未公開映像蔵だし総集編）
- 2月2日：ユンソナ
- 2月9日：大竹しのぶ
- 2月16日：青田典子、山本梓
- 2月23日：杉本彩
- 3月2日：井川遥
- 3月9日：室井佑月
- 3月16日：鈴木紗理奈
- 3月23日：三倉茉奈・佳奈
- 3月30日：小倉優子
- 4月13日：小池栄子
- 4月20日：黒谷友香
- 4月27日：長谷川京子、黒沢宗子（森三中）
- 5月4日（未公開映像蔵だし総集編）
- 5月11日・5月18日：大沢あかね、インリン・オブ・ジョイトイ、さとう珠緒
- 5月25日：磯野貴理子
- 6月2日：蛯原友里
- 6月8日・6月15日：石黒彩、三船美佳
- 6月22日（未公開映像蔵だし総集編）
- 6月29日・7月6日：井森美幸、くまきりあさ美、浜口順子
- 7月13日：大地真央
- 7月20日・7月27日：松本明子、松下奈緒
- 8月3日・8月10日：小林麻央、松本莉緒
- 8月17日（未公開映像蔵だし総集編）
- 8月24日：青田典子
- 8月31日：押切もえ
- 9月7日・9月14日：平山あや、ソニン、サエコ
- 9月21日・9月28日：高橋由美子、杏子
- 10月5日：青木さやか
- 10月12日：矢口真里
- 10月19日・10月26日・11月2日（出張スカウト大阪編）：押切もえ、今いくよ・くるよ、三倉茉奈・佳奈
- 11月9日：しずちゃん、山ちゃん（南海キャンディーズ）
- 11月23日：釈由美子
- 11月30日：酒井若菜、夏川純
- 12月7日・12月14日：片瀬那奈、市川由衣
- 12月21日（未公開映像蔵だし総集編）

### 2007年
- 1月11日・1月18日：近藤真彦、吹石一恵、相武紗季
- 1月25日：山田優
- 2月1日（未公開映像蔵だし総集編）
- 2月8日・2月15日：安倍麻美、中川翔子
- 3月1日：葉月里緒奈、なだぎ武（ディラン&キャサリンのディラン・マッケイとして出演）
- 3月8日：星野真里
- 3月15日：平山あや、ヘリョン
- 3月22日：川田亜子卒業スペシャル
- 3月29日（未公開映像蔵だし総集編)
- 4月12日：ほしのあき
- 4月19日・4月27日：雛形あきこ、川村ひかる、小林恵美
- 5月3日：優香
- 5月10日・5月17日：東原亜希、岩佐真悠子、相澤仁美、木口亜矢、木下優樹菜
- 5月24日：ピンクの電話、ギャルル（時東ぁみ・ギャル曽根の2名のみ）
- 5月31日：長谷川京子
- 6月7日・6月14日：オアシズ、北陽
- 6月21日：相田翔子
- 6月28日（未公開映像蔵だし総集編）
- 7月5日：夏川純
- 7月12日:白石美帆
- 7月19日・7月26日：優木まおみ、松嶋初音、里田まい
- 8月2日・8月9日：水川あさみ、多部未華子
- 8月16日：山本モナ
- 8月23日（未公開映像蔵だし総集編）
- 8月30日・9月6日・9月13日・9月20日（キャサリン&次長課長海外編）：なだぎ武（ディラン）、なかやまきんに君（キャプテン・ボンバー）、ルーク・ペリー（ビバリーヒルズ高校白書のディラン・マッケイ役）
- 9月27日（3周年記念未公開映像蔵だし総集編）
- 10月11日：石川さゆり
- 10月18日：桜井裕美、土岐田麗子、LIZA
- 10月25日：酒井美紀
- 11月1日：伊藤裕子、三津谷葉子
- 11月8日：松下奈緒
- 11月15日：中澤裕子、矢口真里
- 11月22日・11月29日：青木さやか結婚＆150回記念スペシャル
- 12月6日：鈴木杏
- 12月13日：純名りさ
- 12月20日：村上知子（森三中）

### 2008年
- 1月1日（新春スペシャル／23:20〜24:44）：古田新太、井森美幸、矢口真里／デヴィ夫人ほか
- 1月10日：（新春スペシャル未公開）／ 酒井若菜
- 1月17日：小雪
- 1月24日：酒井若菜
- 1月31日：（未公開映像蔵出し総集編）
- 2月7日：香里奈
- 2月14日：熊田曜子、秋山莉奈、佐藤和沙
- 2月21日・2月28日：川村ゆきえ、山崎真実、滝沢乃南、田代さやか
- 3月6日：森泉
- 3月13日・3月20日：眞鍋かをり、折原みか、浜田翔子、海川ひとみ、佐々木梨絵
- 4月3日（「春だGoro's Barスペシャル」／23:55〜25:25）：田中麗奈・松下奈緒、新井麻希・出水麻衣、しずちゃん、山ちゃん（南海キャンディーズ）
- 4月17日：田中麗奈、松下奈緒
- 4月24日：はしのえみ
- 5月1日：（未公開映像蔵出し総集編）
- 5月8日：神田うの、ハマカーン
- 5月15日：インリン・オブ・ジョイトイ、海川ひとみ
- 5月22日：羽野晶紀
- 5月29日：YOU
- 6月5日：松嶋尚美（オセロ）
- 6月12日：和希沙也、SHEILA
- 6月26日：（未公開映像蔵出し総集編）
- 7月3日・7月10日：安めぐみ、優木まおみ、松井絵里奈
- 7月17日：スザンヌ
- 7月24日：貫地谷しほり
- 7月31日：光浦靖子、大久保佳代子 (オアシズ)
- 8月7日：光浦靖子、大久保佳代子 (オアシズ)、横田淑惠（通称「銀座の母」）
- 8月14日：（未公開映像蔵出し総集編）
- 8月21日：加藤ローサ
- 9月11日：高嶋ちさ子
- 9月18日：はるな愛
- 9月25日：（未公開映像蔵出し総集編）
- 10月16日：長谷川京子
- 10月23日：青田典子、高部あい、橋本愛実、和泉佳子
- 10月30日：北川景子、佐田真由美
- 11月7日：長谷川理恵
- 11月13日：辺見えみり
- 11月20日・11月27日：中居正広
- 12月4日：柴本幸、島井咲緒里、須藤千晴
- 12月11日：椿姫彩菜
- 12月18日：（未公開映像蔵出し総集編）

### 2009年
- 1月8日：マツコ・デラックス
- 1月15日：香里奈
- 1月22日：マリエ
- 1月29日：成宮寛貴、村上知子（森三中）
- 2月5日：中村うさぎ
- 2月12日：（未公開映像蔵出し総集編）
- 2月19日：YOU
- 2月26日：加賀まりこ
- 3月5日：国仲涼子
- 3月12日：秋元順子
- 3月19日：（今夜で閉店 カラオケ大会）

## ドラマ化
『Goro's Barドラマスペシャル〜世界に一つだけの花サカス!?〜』のタイトルで、2009年3月10日の『バラエティーニュース キミハ・ブレイク』（19:56 - 21:48）内でスペシャルドラマが放送された。主演でオーナーの稲垣も番組冒頭に生出演している。視聴率5.4%で、『キミハ・ブレイク』全体としては最低視聴率となった。
番組レギュラーについては、青木裕子アナ除き、役柄は通常のバラエティ版でのキャラクターを踏襲していた。

### 出演者
※ここでの出演者は、上記に記されていない人物を記載する。
- 田野倉カナエ: 国仲涼子
- 西園寺公彦: 阿部力
- 海老沢: パパイヤ鈴木
- オーナーの兄タクヤ: 木村拓哉
- 花屋「コスモス」の店員: 小雪
- 田野倉順三: でんでん
- お好み焼き屋「房江」のおばちゃん: 加賀まりこ
- 大河原留吉: 井上順

### スタッフ
- ナレーション: 若本規夫
- 脚本: マギー
- 演出: 石井康晴

## スタッフ
- 天の声(ナレーション)：柴田秀勝
  - 番組のオープニングのナレーションを担当している。2006年1月19日に放送された「新春スペシャル未公開映像蔵だし総集編」で本人が、Goro's Barを先代から知る、赤坂ゴールデン街のおでん屋の主人として初登場した。声優歴36年という経験を生かし、『マジンガーZ』のあしゅら男爵、『機動戦士ガンダム』のデギン・ソド・ザビ（映画版）などを披露してオーナーやボーイ達を喜ばせた。特にオーナーは思わず椅子を頭に乗せたり、柴田の担当キャラクターでもないシャア・アズナブルをリクエストしたり、など大興奮だった。
- 構成：都築浩、鈴木おさむ、若尾守重、武田郁之輔、美濃部達宏、柳しゅうへい、西村耕平
- 編成担当：山田康裕
- TM(テクニカルマネージャー)：河野志朗
- TD(テクニカルディレクター)：橋場照幸、阿部智昭
- カメラマン：斉藤美由紀
- VE(ビデオエンジニア)：白川亮、相生卓志
- 音声：田村真紀、樋口晋作
- 照明：鈴木英敬、篠原秀樹
- 編集：大橋一明
- MA：水落洋一郎
- 音響効果：竹田周二
- 美術プロデューサー：西條貴子、藤井豊
- 美術デザイン：高松浩則
- 美術制作：杉浦仁、大木章子
- 装置：相良比佐夫、鈴木匡人
- 電飾：井上雄平、西山邦章
- 装飾：平林千栄子
- 生花：石井信彦
- 衣裳：渥美智恵
- メイク：アートメイク・トキ
- CG：小林敬裕、東充宏
- イラスト：いんなみりさ（「インナミリサ」とクレジットされることもある）
- TK(タイムキーパー)：常藤直子
- ディレクター：安元秀幸、松浦健太郎、梶浦裕人、伊藤大輔、熊倉哲央、円谷浩一
- 演出：谷田貝義行（クレジットは「や田貝義行」、以前はAPだった）
- AP(アシスタントプロデューサー)：久松理絵
- プロデューサー：鈴木慎治、帯純也
- チーフプロデューサー：小谷和彦（2008年6月5日から）
- 技術協力：東通、オムニバス・ジャパン
- 企画協力：ジャニーズ事務所
- 制作協力：ボトム（2005年10月から）
- 制作：TBSテレビ
- 製作著作：TBS

### 過去のスタッフ
- 企画：古谷英一
- チーフプロデューサー：阿部龍二郎